# Santa Bárbara do Monte Verde
Santa Bárbara do Monte Verde is een gemeente in de Braziliaanse deelstaat Minas Gerais. De gemeente telt 2.999 inwoners (schatting 2009).

## Aangrenzende gemeenten
De gemeente grenst aan Belmiro Braga, Juiz de Fora, Lima Duarte, Rio Preto, Rio das Flores (RJ) en Valença (RJ).